# Valide sultan
Valide sultan ili valide sultanija (turska reč: valide = majka, sultan = sultanija) (turski izgovor: válide sulṭán ili valde sulṭán) turski je izraz, koji približno znači „kraljica majka“ ili „sultanija majka“, a koristio se kao titula majke vladajućeg sultana.
Povod ove reči nije poznat, ali verovatno ga je osnovano sultan Selim I, u 16.veku. Valide sultanija imala je posebnu ulogu. Imala je sopstvene odaje, sopstveno osoblje, poštovanje celog dvora i sultana i svoju vlastitu slobodu. Poštovanje prema njoj je bilo veće i od poštovanja celoga harema, kao i prema drugim gospodarima palate.
Imala je posebnu ceremoniju, a nakon njene smrti su joj svi ljudi iz dvora organizovali kraljevski pogreb.

## Literatura
- Davis, Fanny (1986). „The Valide”. The Ottoman Lady: A Social History from 1718 to 1918. ISBN 978-0-313-24811-5.